# TeX Live
TeX Live의 목적은 사용자들이 TeX의 프로그램 설치가 복잡하지 않고 쉽게 사용할 수 있도록 하는데 있고, 심지어 USB같은 저장장치에 휴대가 가능토록하고 있다. TeXLive 프로젝트는 이렇게 시작되었다.
Thomas Esser는 2006년 teTeX개발을 잠정중단했다. 기존의 teTeX 사용자에게는 TeXLive를 권장하고 있다.
페도라(Fedora), 데비안(Debian), 우분투(Ubuntu)등의 Linux 배포판그리고
OpenBSD、FreeBSD、NetBSD의 다른 UNIX 계열의 운영체계 배포판들도 teTeX에서 {\displaystyle {\mathrm {T\!_{\displaystyle E}\!X} }} Live로 기본 애플리케이션으로서 탑재를 진행하고 있다.
이 프로젝트는 원래 Sebastian Rahtz 가 1996년부터 {\displaystyle {\mathrm {T\!_{\displaystyle E}\!X} }} 사용자 그룹(TUG)과 공동작업으로 시작되었던 프로젝트이다.
현재는 Karl Berry가 지속적인 업데이트및 개발을 진행하고 있다.
{\displaystyle {\mathrm {T\!_{\displaystyle E}\!X} }} Live는 USB, CD-RO,DVD 등 휴대와 이동이 상대적으로 자유로운  저장장치뿐만아니라 인터넷을 통해서도 다운로드 받은 프로그램을 무설치로 작동시켜 사용할 수 있다.
한국 텍 사용자 그룹에서도 XeTeX와 TeXLive를 기반으로한 작은 크기의 TnXTeX를 배포하고 있다.

## 같이 보기
- MikTeX